# Собака (зодіак)

Рік собаки

Собака (狗) — є одинадцятим з 12-річного циклу тварин, ознакою земних гілок характер 戌, які з'являються в китайському зодіакові. Він характеризується як ян, асоціюється з елементом «земля», символізує такі якості, як чесність, справедливість, самовідданість, надійність, щедрість і вірність, але, з іншого боку, холодність і лінь.
Час доби під управлінням Собаки: 19.00-21.00.
Відповідний знак Зодіаку: Терези

## Роки та п'ять елементів
Люди, що народилися в ці діапазони цих дат належать до категорії народилися в «рік собаки»:
- 10 лютого 1910 — 21 січня 1911, рік Металевого Собаки.
- 28 січня 1922 — 14 лютого 1923, рік Водяного Собаки.
- 14 лютого 1934 — 25 січня 1935, рік Дерев'яного Собаки.
- 2 лютого 1946 — 21 січня 1947, рік Вогняного Собаки.
- 17 лютого 1958 — 8 лютого 1959, рік Земляного Собаки.
- 6 лютого 1970 — 26 січня 1971, рік Металевого Собаки.
- 25 січня 1982 — 12 лютого 1983, рік Водяного Собаки.
- 10 лютого 1994 — 30 січня 1995, рік Дерев'яного Собаки.
- 29 січня 2006 — 17 лютого 2007, рік Вогняного Собаки.
- 16 лютого 2018 — 4 лютого 2019, рік Земляного Собаки.
- 3 лютого 2030 — 22 січня 2031, рік Металевого Собаки.
- 22 січня 2042 — 9 лютого 2043, рік Водяного Собаки.